# Chabomai
Chabomai (Russisch: Хабомаи, Japans: 歯舞諸島; Habomai Shotō) is de zuidwestelijkste eilandengroep van de door Rusland bestuurde eilandenarchipel de Koerilen. De groep bestaat uit een groep van 4 wat grotere eilandjes en een aantal kleine rotseilandjes daaromheen. Geografisch behoren ze tot de zuidelijke groep van de Koerilen en daarbinnen tot de Kleine Koerilen. Japan beschouwt de eilandengroep samen met de eilanden Itoeroep, Sjikotan en Koenasjir als deel van haar subprefectuur Nemuro, zelf onderdeel van de "Noordelijke territoria" volgens het Verdrag van Shimoda uit 1855, terwijl Rusland ze als onderdeel van de "Zuidelijke Koerilen" en bestuurlijk gezien beschouwt als onderdeel van het district Joezjno-Koerilski van de oblast Sachalin. De eilanden zijn onbewoond, maar kennen wel een permanente bezetting van Russische grenstroepen op meerdere eilanden.
In 2004 werd door de Russische regering overwogen om Chabomai en Sjikotan over te dragen aan Japan, maar Russische burgers hielden de uitvoering hiervan tegen.
In 2005 werd een Russisch-orthodoxe kerk gebouwd op het eiland Tanfiljeva.

## Geografie

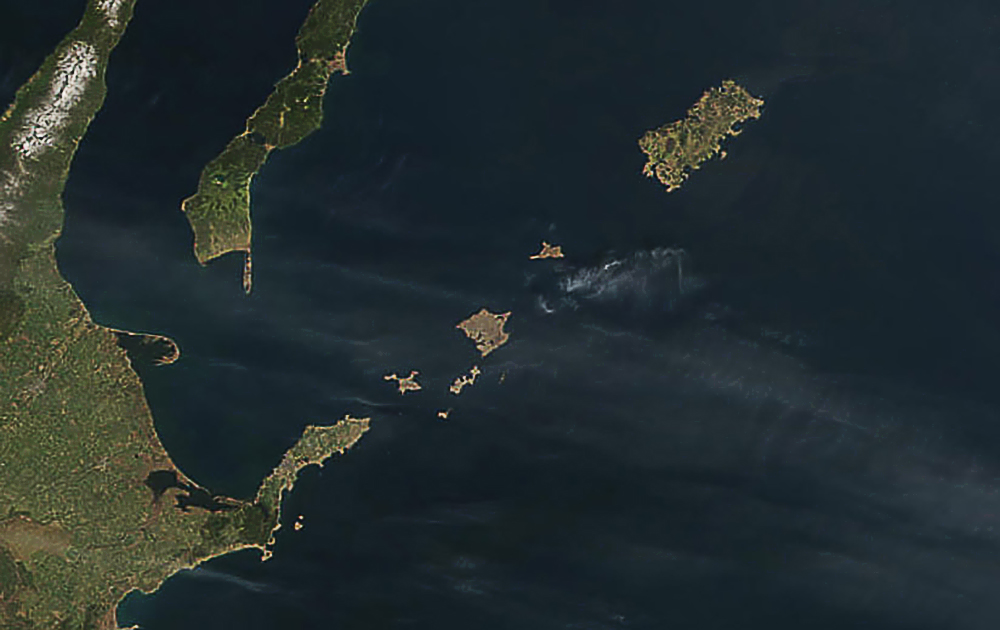
Satellietbeeld: links Hokkaido, linksboven Koenasjir, rechtsboven Sjikotan; ten zuidwesten daarvan de Chabomai-eilanden

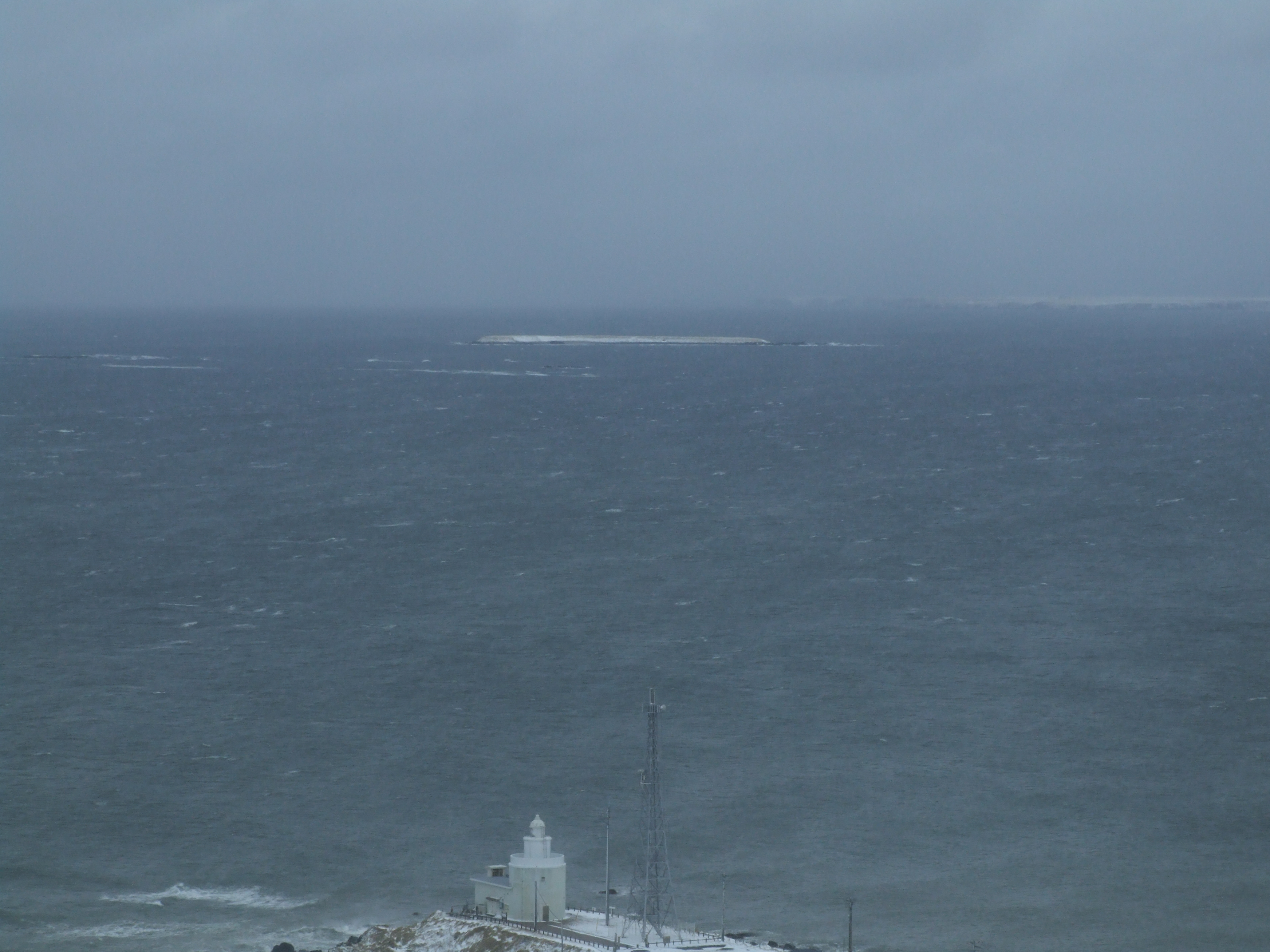
Gezicht op enkele van de Chabomai-eilanden vanaf de Japanse Kaap Nossapu

De eilanden liggen op ongeveer 48 kilometer ten zuiden van de Grote Koerilen. De zeestraten tussen de eilanden zijn ondiep en gevuld met riffen en onderzeese kliffen. Sterke eb- en vloedstromingen en dikke mist zorgen ervoor dat het bevaren van de eilanden een hachelijke zaak is. Het merendeel van de eilanden is zeer laaggelegen en bestaat uit woestijn, rotsen en weide. Er bevinden zich geen bossen, maar wel wat verhout struikgewas en moerassen. Met 51 km² is Zeljony het grootste eiland. De eilanden worden gescheiden van Hokkaido door de Straat Gojoman.

## Eilanden
|  |